# Samuel Johan Cavallin
Samuel Johan Cavallin, född den 27 april 1772 i Källs-Nöbbelövs socken, död den 25 november 1841 i Borlunda socken, var en svensk präst. Han var far till Severin, Samuel Gustaf och Christian Cavallin.
Cavallin blev kyrkoherde i Bjärshög och Oxie 1809, prost över egna församlingar 1813, kyrkoherde i Borlunda och Skeglinge 1818 (med tillträde 1820) samt kontraktsprost i Frosta härad 1822. Cavallin var en uppskattad predikant. Han var starkt påverkad av herrnhutismen, med vilken han även uppehöll nära förbindelser. Cavallin var även en ivrig nykterhetskämpe. Han är begravd på Borlunda kyrkogård.